# Alien 3 (игра, NES)
Alien 3 (рус. Чужой 3) — видеоигра по мотивам художественного фильма «Чужой 3» для консоли NES, разработана компанией Probe Entertainment в сотрудничестве с LJN и издана Acclaim Entertainment в 1992 году.

## Сюжет
Эллен Рипли попадает на планету-тюрьму. Но вместе с ней туда проникает Чужой, который быстро размножается и заражает всех заключённых по всей планете. Элен вступает в схватку с монстрами и ищет заключённых, чтобы освободить их, из которых ещё не успели появиться Чужие. Через каждые два уровня она должна сражаться с боссом, а в конце игры — сразу с двумя. Сам сюжет хоть и похож, но немного расходится с фильмом, так как под конец игры Рипли покидает Fury 161, а не погибает.

## Геймплей
Игра представляет собой платформер с элементами квеста. На каждом уровне находится определённое количество «узников» — заражённых Чужими заключённых. Их нужно найти и «обезвредить» до их вылупления. Сложность в том, что уровни заполнены Чужими, а на всё задание отводится определённое количество времени. Кроме того, игроку нужно найти выход с уровня, что иногда является более трудной задачей, чем нахождение пленников. Для прохождения игрок использует четыре вида оружия: импульсная винтовка, огнемёт, подствольный гранатомёт и ручные гранаты. В начале игры они наполнены до максимума (до 99). Но для их пополнения нужно искать боеприпасы: магазины, гранаты, гранаты для «подствольника» и топливо. Также имеется датчик движения, но он очень быстро разряжается, а время не позволяет искать батарейки. Как и во многих играх данного жанра, в конце этапа (после 2 уровней) ожидается битва с боссом. В конце игры на игрока нападает сразу два босса.